# Ford Verona
Ford Verona (русск. Форд Верона) — автомобиль, выпускаемый компанией Форд для Бразилии, и продававшийся на местном рынке в 1990-х. Это была переделанная версия двухдверного седана европейского Ford Orion Mk 1, сделанный в угоду бразильцам, в Европе двухдверных Орионов не было. Также особенностью данного авто был эффективный CHT 1,6-литровый двигатель, а в более продвинутых моделях стоял Volkswagen AP 1,8-л. (точно такой же как на Audi 80).
В 1993 году появилось нового поколение марки, которая основывалась на европейском Ford Orion Mk 3 (последний из европейских Orion’ов). Эта версия оснащалась классическим двигателем Volkswagen AP, вместо CHT, а также КПП от Volkswagen Jetta. Успехом пользовалась и 4-х дверная версия седана.
Ford Verona выпускался до 1996 года.